# Samodiva, Kărdjali
Samodiva (în bulgară Самодива) este un sat în comuna Kirkovo, regiunea Kărdjali,  Bulgaria. 

## Demografie
Componența etnică a satului Samodiva
     Turci (98,94%)
     Nicio identificare (1,05%)
     Altele (0%)
La recensământul din 2011, populația satului Samodiva era de 284 locuitori. Din punct de vedere etnic, majoritatea locuitorilor (98,94%) erau turci. Pentru 1,05% din locuitori nu este cunoscută apartenența etnică.